# Pietro Ricaldone

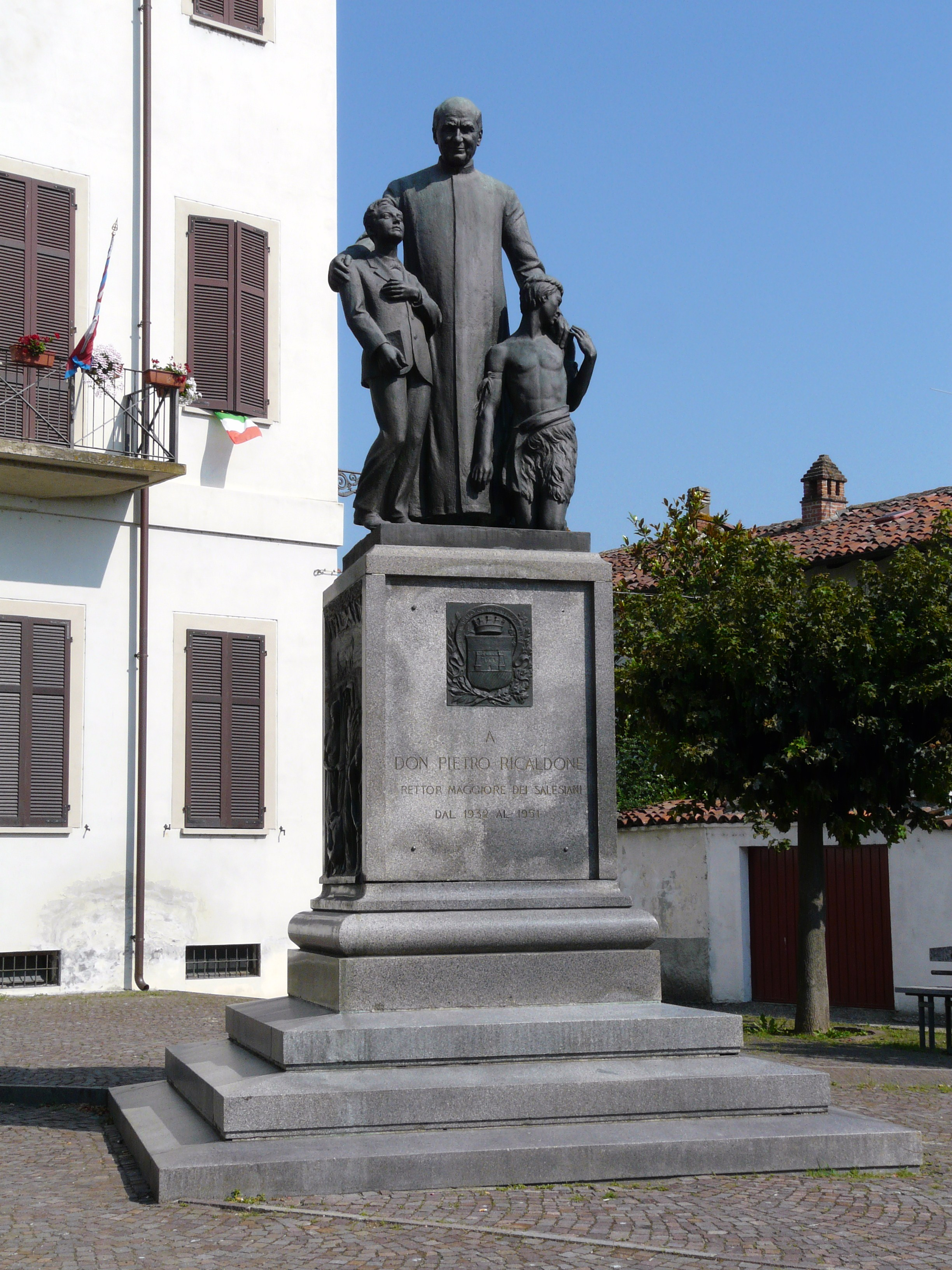
Monumento a don Pietro Ricaldone a Mirabello Monferrato.

Pietro Ricaldone (Mirabello Monferrato, 27 luglio 1870 – Torino, 25 novembre 1951) è stato un presbitero e scrittore italiano. Fu il IV Rettor Maggiore della Congregazione Salesiana dal 1932 al 1951, l'ultimo ad aver conosciuto di persona Don Bosco e fu inoltre il fondatore dell'Università Pontificia Salesiana. 

## Infanzia e studi
Figlio di Luigi Ricaldone e Candida Raiteri, aveva un fratello maggiore, Francesco. Il padre era un agiato agricoltore che divenne anche sindaco del paese natio, lo zio invece, don Giuseppe, fu docente di teologia morale al seminario di Casale. Frequenta i primi due anni di scuola elementare a Mirabello, poi si trasferisce nel collegio salesiano di Alassio per due anni e poi per tre anni in quello di Borgo San Martino, molto più vicino a casa. Nel 1883 si sposta al Collegio Trevisio a Casale ove frequenta il Regio Ginnasio cittadino. Nel 1885 entra in seminario e ci rimane fino al 1890, anno in cui emette i voti perpetui.

## Opere missionarie
Viene subito inviato a Utrera in Spagna, per l'apertura di una nuova "Casa della congregazione" nella quale insegnava ai bambini delle classi elementari. Assolti gli obblighi di leva in Italia viene mandato a Siviglia ove è incaricato di aprire un oratorio nel sobborgo popolare della Trinidad. Si iscrive inoltre all'Università di Siviglia ma dopo il primo anno non riesce a proseguire gli studi a causa dei crescenti impegni coi Salesiani nel 1893 viene infatti ordinato sacerdote e l'anno successivo è incaricato di dirigere le opere missionarie nella capitale andalusa. Nel 1902 viene nominato ispettore delle case salesiane in Andalusia e durante il suo mandato moltiplica le iniziative salesiane nell'area aprendo centri di formazione religiosi e di istruzione professionale per i giovani. Particolare attenzione ripone il presbitero nella scrittura della collana "Biblioteca agraria solariana", in cui dava indicazioni per il miglioramento delle tecniche produttive ed esponeva le sue proposte di riforme sociali a favore della classe contadina, per contrastare la diffusione del socialismo che dilagava nel paese, e che ebbe particolare successo nella Penisola iberica e in America Latina. Nel 1908 viene mandato in Sudamerica a visitare le istituzioni della congregazione ma nel 1911 viene richiamato a Torino con l'incarico di seguire le scuole professionali salesiane, che secondo il pensiero di Don Bosco, oltre a dare un'istruzione ai giovani dovevano anche impartire una formazione cristiana. Nel 1922 grazie alla profonda conoscenza dell'opera acquisita con la lunga permanenza all'estero, viene eletto Prefetto generale accanto al nuovo Rettore don Rinaldi.

## Rettor Maggiore
Don Pietro Ricaldone viene eletto Rettor Maggiore della Congregazione Salesiana nel 1932, durante il suo mandato potenzia le case salesiane e i centri di formazione sia religiosi che professionali, inoltre conclude la canonizzazione di don Bosco e di madre Maria Mazzarello, fondatrice delle Figlie di Maria Ausiliatrice. Il nuovo Rettore conferma la tendenza dell'ordine a collaborare con le autorità e i ceti dirigenti, ottenendo così finanziamenti e sbocchi professionali per i ragazzi degli istituti professionali, in particolare duraturi e fruttuosi furono i rapporti col Senatore Giovanni Agnelli che permisero una stretta collaborazione con la FIAT. Durante il secondo conflitto mondiale aprì le strutture salesiana a coloro che si trovavano in difficoltà, dando rifugio agli sfollati ma anche aiutando ebrei e partigiani a nascondersi e fece egli stesso da mediatore per la liberazioni di prigionieri da ambo le parti. Durante la guerra però i Salesiani subirono atrocità e violenze e venne riportato che più di 1900 appartenenti alla Congregazione furono deportati o comunque privati della loro libertà. Per il referendum del 1946 diede il suo sostegno ai Savoia, chiedendo ai confratelli di votare per la monarchia, ma anche con la vittoria della repubblica don Ricaldone non smise di guardare alla vita politica del paese, accordando il suo sostegno alla Democrazia Cristiana. A causa dei problemi di saluto delegò ai membri del Capitolo Generale i compiti di visita alle istituzioni salesiane in giro per il mondo, dirigendo le opere dalla sede di Torino, ove morì nel 1951.

## Monumenti
Un monumento a don Pietro Ricaldone è collicato dietro al municipio del suo paese natale, Mirabello Monferrato.